# Chloramphenicol
Chloramphenicol là một kháng sinh được sử dụng để điều trị một số bệnh nhiễm trùng do vi khuẩn. Việc này bao gồm cả dùng chất này bôi vào mắt để trị bệnh đau mắt đỏ. Thông qua đường miệng hoặc tiêm trực tiếp vào ven, thuốc này được dùng để điều trị viêm màng não, dịch hạch, bệnh tả, và thương hàn. Việc sử dụng chloramphenicol qua đường miệng hoặc bằng tiêm chích chỉ được khuyến cáo khi không thể sử dụng các kháng sinh khác an toàn hơn và nếu được sử dụng, cần theo dõi nồng độ trong máu của thuốc và số lượng tế bào máu hai ngày một lần trong suốt quá trình điều trị.
Các phản ứng phụ thường gặp bao gồm ức chế tủy xương, buồn nôn, và tiêu chảy. Phản ứng phụ ức chế tủy xương có thể dẫn đến tử vong. Để giảm thiểu nguy cơ tác dụng phụ thời gian điều trị cần càng ngắn càng tốt. Những người có vấn đề về thận hoặc gan có thể cần liều dùng thấp hơn. Ở trẻ nhỏ, một tình trạng được gọi là hội chứng của trẻ sơ sinh màu xám có thể xảy ra, dẫn đến sưng dạ dày và huyết áp thấp. Hạn chế sử dụng thuốc này gần vào cuối kỳ mang thai và trong thời kỳ cho con bú sữa. Chloramphenicol là một kháng sinh rộng rãi thường ngăn chặn sự phát triển của vi khuẩn bằng cách ngừng việc sản xuất protein.
Chloramphenicol được tìm ra năm 1947. Nó nằm trong Danh sách các thuốc thiết yếu của WHO, thuốc hiệu quả và an toàn nhất cần thiết trong một hệ thống y tế. Nó cũng được bán như một loại thuốc phổ dụng. Giá bán buôn của thuốc trong các nước đang phát triển của một liều tiêm tĩnh mạch từ 0,40 đến 1,90 USD. Tại Hoa Kỳ, liều tiêm tĩnh mạch có giá là 41,47 USD. Các vấn đề toàn cầu liên quan đến kháng thuốc kháng sinh đã làm tăng nhu cầu sử dụng thuốc này.